# Dupilumabe
Dupilumabe (nome comercial Dupixent)  é um anticorpo monoclonal utilizado no tratamento de doenças alérgicas como no caso de dermatite atópica. Foi desenvolvido pelos laboratórios Regeneron Pharmaceuticals e Sanofi Genzyme. O FDA e a ANVISA autorizou seu uso em 2017.

## Mecanismo de ação
Ocorre por inibição da sinalização da interleucina-4 e da interleucina-13, assim a sinalização da IL-4 através do receptor de Tipo I e a sinalização da IL-4 e da IL-13 através do receptor de Tipo II.